# Pniewy (gmina w województwie wielkopolskim)
Pniewy – gmina miejsko-wiejska w województwie wielkopolskim, w powiecie szamotulskim. W latach 1975–1998 gmina położona była w województwie poznańskim.
Siedziba gminy to Pniewy.
Według danych z 31 sierpnia 2015 gminę zamieszkiwało 12 267 osób. Natomiast według danych z 31 grudnia 2017 roku gminę zamieszkiwało 12 562 osób.

## Struktura powierzchni
Według danych z roku 2002 gmina Pniewy ma obszar 158,57 km², w tym:
- użytki rolne: 74%
- użytki leśne: 16%

Gmina stanowi 14,16% powierzchni powiatu.

## Demografia

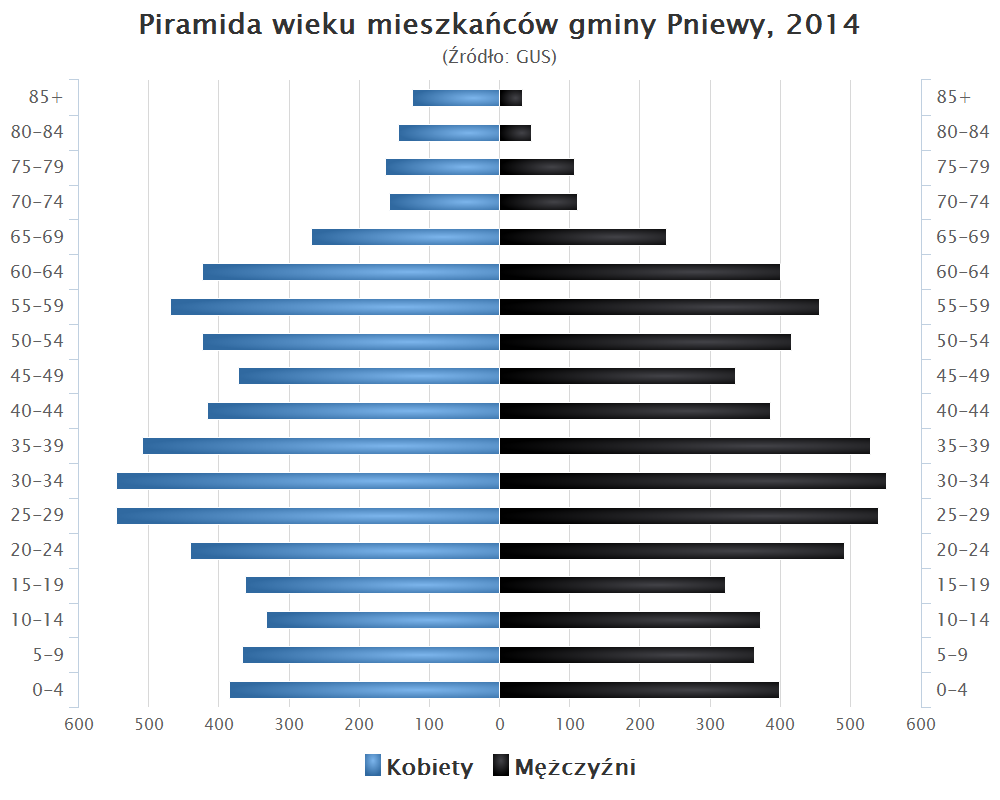
Piramida wieku mieszkańców gminy Pniewy w 2014 roku

Dane z 30 czerwca 2004:
| Opis                              | Ogółem | Ogółem | Kobiety | Kobiety | Mężczyźni | Mężczyźni |
| --------------------------------- | ------ | ------ | ------- | ------- | --------- | --------- |
| jednostka                         | osób   | %      | osób    | %       | osób      | %         |
| populacja                         | 11 917 | 100    | 6215    | 52,2    | 5702      | 47,8      |
| gęstość zaludnienia (mieszk./km²) | 75,2   | 75,2   | 39,2    | 39,2    | 36        | 36        |

## Wykaz miejscowości podstawowych w administracji gminy Pniewy
1. 0592822 Bielawy osada
2. 1008570 Bukowina osada
3. 0592584 Buszewko wieś
4. 0592609 Buszewo wieś
5. 0592615 Chełmno wieś
6. 0592874 Dąbrowa osada leśna
7. 0592621 Dębina wieś
8. 0592638 Dęborzyce wieś
9. 1008593 Jakubowo osada
10. 0592644 Jakubowo wieś
11. 0592650 Karmin wieś
12. 0592762 Kikowo wieś
13. 0592673 Konin wieś
14. 0592680 Koninek wieś
15. 0592710 Koszanowo wieś
16. 0592727 Lubocześnica wieś
17. 0592733 Lubosina wieś
18. 0592740 Lubosinek wieś
19. 0592756 Nojewo wieś
20. 0592779 Nosalewo wieś
21. 0592785 Orliczko wieś
22. 1008618 Podborowo osada
23. 0592791 Podpniewki wieś
24. 0592800 Przystanki wieś
25. 0592667 Psarce wieś
26. 0592704 Psarki wieś
27. 0592816 Psarskie wieś
28. 0592839 Rudka wieś
29. 1008624 Stefanowo osada
30. 0592590 Szymanowo kolonia
31. 1008630 Śródka osada leśna
32. 0592845 Turowo wieś
33. 0592851 Zajączkowo wieś
34. 0592868 Zamorze wieś

## Sąsiednie gminy
Chrzypsko Wielkie, Duszniki, Kwilcz, Lwówek, Ostroróg, Szamotuły, Wronki

## Współpraca międzynarodowa[5]
- Oer-Erkenschwick
- Halluin
- Lübbenau/Spreewald
- North Tyneside
- Kočevje